# El tiempo de la felicidad

El tiempo de la felicidad est un film espagnol de 1997 réalisé par Manuel Iborra.

## Distribution
- Verónica Forqué : Julia
- Antonio Resines : Fernando
- Pepón Nieto : Cucho
- María Adánez : Elena
- Silvia Abascal : Verónica
- Carlos Fuentes : Juan
- Liberto Rabal

## Synopsis
Rythmée dans un monde animé par les voix de Bob Dylan, de Janis Joplin et de Leonard Cohen, El tiempo de la felicidad présente un été à Ibiza, vécu par une famille contemporaine. 